# Christos Doulkeridis
Christos Doulkeridis (Brussel, 6 maart 1968) is een Belgisch politicus in Brussel en partijlid van Ecolo. 

## Biografie
Christos Doulkeridis woont in de Brusselse gemeente Elsene. Hij heeft zowel de Belgische als de Griekse nationaliteit.
In 1988 trad hij toe tot de partij Ecolo en in 1991 werd hij lokaal secretaris van de Ecolo-afdeling van Anderlecht. Van 1991 tot 1994 werkte Doulkeridis als parlementair medewerker voor Brussels Hoofdstedelijk Parlementslid André Drouart en senator Jacques Liesenborghs. Van 1992 tot 1996 was hij politiek secretaris van de Ecolo-afdeling van het Brussels Hoofdstedelijk Gewest en van 1996 tot 1999 politiek assistent van het federaal secretariaat van Ecolo. Hierbij leidde Doulkeridis de coördinatie van het programma van Ecolo voor de verkiezingen van 1999 in goede banen. Ten slotte was hij van 2007 tot 2009 politiek secretaris van de regionale Ecolo-federatie in Brussel.
Van 1999 tot 2018 zetelde Doulkeridis in het Brussels Hoofdstedelijk Parlement en van 1999 tot 2001 en van 2014 tot 2018 ook in het Parlement van de Franse Gemeenschap. In het Brussels Parlement maakte hij deel uit van de commissies Infrastructuur, Openbare Werken en Verkeerswezen (1999-2001), Financiën, Begroting, Openbaar Ambt, Externe Betrekkingen en Algemene Zaken (2001-2009), Economische Zaken, Werkgelegenheidsbeleid en Wetenschappelijk Onderzoek (2007-2009) en was hij van 2014 tot 2018 voorzitter van het adviescomité voor gelijke kansen.  Van 1999 tot 2001 was hij in Parlement van de Franse Gemeenschap ondervoorzitter van het Bureau en ondervoorzitter van de commissie Volksgezondheid, Sociale Zaken, Sport en Jeugdhulp en van 2002 tot 2004 was hij Ecolo-fractievoorzitter in het Brussels Parlement, een functie die hij van 2014 tot 2016 ook uitoefende in het Parlement van de Franse Gemeenschap. Als Franstalig Brussels Parlementslid had hij van rechtswege tevens zitting in de assemblee van de Franse Gemeenschapscommissie, waar hij van 2000 tot 2002 Ecolo-fractieleider en van 2004 tot 2009 voorzitter was.
Hij was van juni 2009 tot juli 2014 staatssecretaris van het Brusselse Hoofdstedelijke Regering, bevoegd voor huisvesting en de Dienst voor Brandbestrijding en Dringende Medische Hulp van het Brussels Hoofdstedelijk Gewest; evenals Minister-president van de Franse Gemeenschapscommissie belast met onderwijs, toerisme, budget en internationale betrekkingen.
Daarnaast was hij van 2012 tot 2014 lid van de raad van bestuur van de Université libre de Bruxelles en van 2009 tot 2014 voorzitter van de raad van bestuur van Haute École Lucia de Brouckère.
In oktober 2018 werd hij verkozen tot gemeenteraadslid van Elsene. Omdat Ecolo-Groen de grootste partij werd bij de verkiezingen, werd Doulkeridis burgemeester in een coalitie met PS-sp.a. Hierdoor beëindigde hij zijn parlementaire mandaten. Doulkeridis bleef burgemeester tot in december 2024 en bleef daarna gemeenteraadslid. Bij de verkiezingen van oktober 2024 was Ecolo-Groen de grootste partij van Elsene gebleven, maar de lijst werd uit de coalitie geweerd en belandde in de oppositie.